# Coussarea grandis
Coussarea grandis är en måreväxtart som beskrevs av Johannes Müller Argoviensis. Coussarea grandis ingår i släktet Coussarea och familjen måreväxter. Inga underarter finns listade i Catalogue of Life.